# Estanislao Correa y Garay
Estanislao Correa y Garay (Virreinato del Río de la Plata - Lima) fue un militar peruano de origen rioplatense. Alcanzó el grado de coronel del ejército peruano y se desempeñó como alcalde de Lima de 1860 a 1861.

## Biografía
Junto a su hermano, el también militar Cirilo Correa, arribó al Perú con la expedición libertadora del general José de San Martín. En 1824 ostentaba el rango de capitán en el Regimiento del Río de la Plata que se sublevó en el Callao, salvándose de ser tomado prisionero por la tropa insurrecta por encontrarse en Lima la noche de la sublevación. Finalizada la guerra de independencia contrajo matrimonio con una dama limeña y se afincó en el Perú. Durante la guerra contra la Confederación Perú-Boliviana se mantuvo leal al protector Andrés de Santa Cruz, participando en algunas acciones militares, como fue el Combate de Pisco, donde al mando de 150 jinetes del regimiento Húsares de Junín sorprendió y capturó a 40 marinos chilenos que habían quedado de guarnición en el puerto. Retirado del servicio activo tras la disolución de la confederación, en 1857 integró el Concejo Municipal de Lima como regidor, tras restaurarse las municipalidades luego de 16 años de receso. El 24 de diciembre de 1858 asumió interinamente la alcaldía, por causa de enfermedad de su antecesor, el señor José Rojas, también alcalde interino. En 1859 ejerció también brevemente la alcaldía interina, por ausencia de los titulares. El 24 de enero de 1860 resultó elegido como alcalde titular, junto con el señor Manuel Vitorero como teniente alcalde, quien le reemplazó interinamente del 31 de diciembre de ese año, hasta el 7 de febrero del año siguiente. 
Correa permaneció en la alcaldía hasta el 27 de agosto de 1861, cuando tuvo lugar la elección del nuevo alcalde en la persona del señor Miguel Pardo. Ese mismo año el gobierno de Ramón Castilla promulgó la nueva ley orgánica de municipalidades, que reglamentaba la organización, administración y atribuciones de los gobiernos municipales, la misma que sería modificada en 1873.
En su período como alcalde, Correa destacó por su preocupación por mejorar el servicio de la baja policía o recojo de basura. Posteriormente, asumió como presidente activo de la Benemérita Sociedad Fundadores de la Independencia en el periodo 1866-1868. Fue hijo suyo Pedro Correa y Santiago, Ministro de Hacienda y Comercio durante el primer gobierno de Andrés A. Cáceres.
| Predecesor: Julián de Zaracondegui | Alcalde Metropolitano de Lima 1860-1861 | Sucesor: Miguel Pardo |